# 許貞淑
許 貞淑（ホ・ジョンスク、1908年7月16日 — 1991年6月15日）は、 朝鮮民主主義人民共和国（北朝鮮）の女性運動家・政治家。

## 経歴
1908年に咸鏡北道に許憲の娘として生まれる。京城培花女子高等普通学校卒業。日本の関西学院大学、上海の外語学校に留学する。その後、女性運動に参加し、崔昌益と結婚。南京を経て延安に行き、朝鮮独立同盟で活動する。1945年に日本の敗戦による朝鮮の解放後、帰国、朝鮮労働党に入党し、文化宣伝相、司法相、最高裁判所長、祖国統一民主主義戦線書記長などを歴任する。夫の崔昌益の粛清後も、労働党政権の最高幹部の一人として活躍する。1991年に平壌で死去。国葬に付された。